# پی. وای. تی. (پرتی یانگ تینگ)
پی.وای.تی. (یک چیز جوان زیبا) (به انگلیسی: P.Y.T. Pretty Young Thing) نام تک‌آهنگی اثر مایکل جکسون، هنرمند آمریکایی است. این ترانه در ششمین آلبوم استودیویی جکسون با نام تریلر در سال ۱۹۸۳ منتشر شد. در این ترانه جنت و لاتویا دو خواهر جکسون نیز شرکت دارند.
ترانهٔ پی وای تی (جوان زیبا) یک موفقیت تجاری بود. این ترانه توانست رتبهٔ ۱۰ را در جدول ۱۰۰ اثر برتر بیلبورد و رتبهٔ ۴۶ را در جدول تک‌آهنگ‌های برتر آر اند بی بدست بیاورد. این ترانه در سال ۲۰۰۸ توسط ویل.آی.ام و مایکل جکسون دوباره میکس شد و در آلبوم تریلر ۲۵ قرار گرفت.
مایکل جکسون هیچگاه آهنگ «پی.وای.تی.» را به صورت زنده اجرا نکرد.